# British & Colonial Kinematograph Company
La British & Colonial Kinematograph Company fu una casa di produzione e distribuzione cinematografica britannica attiva dal 1908 al 1924. In questo arco di tempo, la società produsse 316 film e ne distribuì circa una decina.
Era conosciuta anche con la sigla B & C.

## Storia
Fondata nel 1908 da Albert Henry ("Bert") Bloomfield (c.1882-1933) John Benjamin ("Mac") McDowell (1878-1954), all'inizio operò con una sede nel centro di Londra, usando un'unica cinepresa e sviluppando i negativi a casa di McDowell. Presto, però, la società si trasferì negli studios di Newstead House a East Finchley.
Si conquistò una reputazione sia per i suoi documentari sia per i lungometraggi. Documentò importanti avvenimenti storici come i funerali di Edoardo VII e l'incoronazione di Giorgio V, così come i principali avvenimenti sportivi.
Si specializzò anche in serial cinematografici, dopo il successo nel 1909 di The Exploits of Three-Fingered Kate, il primo di una serie di sette cortometraggi che avevano come protagonista Ivy Martinek nei panni di una capobanda dedita alle rapine, contrastata dal detective Daniel 'Sheerluck' Finch, un chiaro riferimento ironico a Sherlock Holmes. Del serial esiste ancora un unico episodio, visibile negli archivi BFI.
Nel 1913, dopo che Bloomfield aveva lasciato la compagnia, lo studio produsse The Battle of Waterloo, un film epico di oltre un'ora diretto da Charles Weston, girato in cinque giorni nel Northamptonshire, impiegando centinaia di comparse. Mc Dowell vendette per 5.000 sterline i diritti del film che gli era costato 1.800 sterline oltre a incassare i diritti per l'estero. Più di due rulli del film sono conservati negli archivi del BFI.
La compagnia nel 1913 si trasferì a Walthamstow, in una pista di pattinaggio convertita in studi cinematografici. Il regista statunitense James Young Deer, in esilio dagli USA, lavorò per un certo periodo per la B & C. Nel 1915, partecipando agli sforzi di guerra, la compagnia produsse filmati come The Battle of the Somme, che  documentavano le vicende belliche.
Nel 1914, la B & C produsse The Life of Shakespeare. Da Shakespeare vennero tratte anche due versioni della Bisbetica domata, una del 1915, l'altra del 1923. Il film del 1915 venne girato utilizzando un primitivo sistema di sonorizzazione chiamato Voxograph che, mentre si girava, registrava fuori scena la voce degli attori.